# Província de Tui
L'antiga província de Tui va ser una de les set províncies en què estava dividida Galícia durant l'edat moderna. Va desaparèixer el 1833 amb la nova divisió provincial que va crear el nou Estat liberal i va dividir Galícia en les quatre províncies actuals. La província de Tui va ser absorbida per la nova província de Pontevedra. La seva capital era la ciutat de Tui.
Encara que no hi ha una data clara d'inici d'aquesta província, juntament amb la província de Mondoñedo són les últimes que van aparèixer en la documentació, pels volts del 1550. Durant la guerra del francès es revoltà en 1809 contra l'ocupació francesa.